# Evandro Silva do Nascimento
Evandro Silva do Nascimento, còn được biết với tên Evandro Paulista (sinh ngày 26 tháng 9 năm 1987 ở Guarulhos, São Paulo), là một cầu thủ bóng đá Brasil thi đấu cho FC Seoul ở vị trí tiền đạo.